# Caffrey's
La Caffrey's è una birra scura irlandese prodotta dall'industria della birra Thomas Caffrey Brewing Company a Belfast nell'Irlanda del Nord. È simile alle altre stout irlandesi, come la Guinness, Beamish o Murphy's in quelle più famose.

## Storia
Nicholas Caffrey, commerciante di seta e di lino a Dublino, decide di aprire un'industria della birra per fare concorrenza alla Guinness nella seconda metà del XIX secolo. Nel 1860, il figlio Thomas di 21 anni lo raggiunge all'industria della birra, prima di creare la sua industria della birra ad Antrim. Oggi dopo la morte del padre esiste solo la Thomas Caffrey Brewing Co., poiché le attività dell'industria della birra a Dublino hanno cessato l'attività.

## Caratteristiche
È conosciuta per il suo accenno nel gusto di caffè e liquirizia. Caffrey's Stout è una birra identificata come semplice, morbida e cremosa. È una birra forte nel carattere, con gusto pieno e meno amaro delle altre stout. Ha il 4,7% di alcool (Vol).

## Altri prodotti
Esiste anche la birra Caffrey's Ale lanciata nel 1994, è una birra ambrata con il 4,8% di alcool (Vol), poco acida e cremosa per una birra a fermentazione alta (75% azoto e 25% Anidride carbonica, come per le Draught Stout).